# آماندا هل
آماندا هل (انگلیسی: Amanda Hale؛ زادهٔ ۲ اکتبر ۱۹۸۲) هنرپیشه اهل بریتانیا است. وی از سال ۲۰۰۵ میلادی تاکنون مشغول فعالیت بوده‌است. او در فیلم‎های چون ستاره فروزان و زن نامرئی به ایفای نقش پرداخته و در مجموعه‌های تلویزیونی چون مأموران مخفی و انسان بودن نیز حضور داشته است.